# Reserva índia Cahuilla
La reserva índia Cahuilla és la reserva índia de la tribu reconeguda federalment banda Cahuilla d'indis de Missió de la reserva Cahuilla de Califòrnia situada al comtat de Riverside (Califòrnia). Fou fundada el 1875. Té una superfície de 76,42 kilòmetres quadrats en total, però 68,33 km² de la reserva són de propietat individual, mentre que només 8,1 km² són propietat de la tribu. Està situada a Anza a l'estat de Califòrnia.
El grup dels indis cahuilla té la seu a Anza. Llur actual cap tribal és Luther Salgado Jr. La tribu posseeix el Casino Cahuilla Creek, Roadrunners Bar and Grill, i la Cahuilla Smokeshop situats a Anza.

## Membres tribals notables
- Gerald Clarke, artista i educafor
- Chief Meyers (1880–1971), jugador professional de beisbol